# The Silent Clips
Es un VHS de Lacrimosa, banda gótica alemana. Este VHS sólo contiene 5 pistas, de las cuales 3 son videos y 2 son sus "Making Of".

## Track listing
1. Stolzes Herz (Corazón orgulloso)
2. Making of "Stolzes Herz"
3. Not Every Pain Hurts (No Todos Los Dolores Hieren)
4. Siehst du mich im Licht? (Me Ves En La Luz?)
5. Making of "Not every pain hurts" y "Siehst du mich im Licht?"

- Datos: Q9087119